# Laniarius ruficeps
A Laniarius ruficeps a madarak osztályának verébalakúak (Passeriformes) rendjébe és a bokorgébicsfélék (Malaconotidae) családjába tartozó faj.

## Rendszerezése
A fajt George Ernest Shelley angol ornitológus írta le 1885-ben, a Dryoscopus nembe Dryoscopus ruficeps néven.

## Alfajai
- Laniarius ruficeps kismayensis (Erlanger, 1901)
- Laniarius ruficeps ruficeps (Shelley, 1885)
- Laniarius ruficeps rufinuchalis (Sharpe, 1895)[2]

## Előfordulása
Afrika keleti részén, Etiópia, Kenya és Szomália területén honos. Természetes élőhelyei a szubtrópusi és trópusi száraz szavannák és cserjések. Állandó, nem vonuló faj.

## Megjelenése
Testhossza 19 centiméter.

## Természetvédelmi helyzete
Az elterjedési területe nagyon nagy, egyedszáma pedig stabil. A Természetvédelmi Világszövetség Vörös listáján nem fenyegetett fajként szerepel.